# Michele Lamaro

a Compétitions nationales et continentales officielles uniquement.

b Matchs officiels uniquement.
Dernière mise à jour le 28 juillet 2022.
Michele Lamaro, né le 3 juin 1998 à Rome (Italie), est un joueur de rugby à XV italien. Il joue au poste de troisième ligne. Il joue avec l'équipe d'Italie depuis 2020.

## Biographie
Né à Rome, il commence à jouer au rugby sur les traces de son frère aîné Pietro, ancien international italien des moins de 20 ans et a été formé par l'US Primavera (it), puis le Lazio Rugby, l'équipe avec laquelle il a fait ses débuts en A1 en 2016.
En 2017, après une seule saison dans l'équipe première du club ciel et blanc, il rejoint le Petrarca de Padoue, avec qui il obtient le titre de champion d'Italie dès sa première saison, tout en étant élu meilleur joueur du championnat.
Ancien capitaine de l'équipe nationale des moins de 17 ans et des moins de 18 ans, il fait partie de l'équipe d'Italie des moins de 20 ans de 2017 à 2018. Il dispute avec son équipe les Six Nations junior et les Championnats du monde en Géorgie et en France, étant le capitaine en 2018.
Après une saison en tant que Permit player avec le Benetton Trévise en 2018-2019, il est recruté l'année suivante par la franchise vénitienne. 
Il fait ses débuts dans l'équipe nationale italienne le 28 novembre 2020 lors du match de la Coupe d'automne des nations contre la France, en remplacement de Maxime Mbanda sur le banc.
À l'occasion de la tournée d'automne en fin d'année 2021, Lamaro est nommé capitaine de son pays par le nouveau sélectionneur Kieran Crowley. Il succède alors au talonneur Luca Bigi.
Il termine meilleur plaqueur du Tournoi des Six Nations 2022, avec 86 plaquages réalisés en cinq matchs joués. Il devance Hamish Watson (70 plaquages) et Anthony Jelonch (64 plaquages).
En mai 2023, il est sélectionné avec l'Italie dans un groupe de 46 joueurs pour préparer la Coupe du monde 2023.
En janvier 2024, il est convoqué pour le Tournoi des Six Nations.

## Statistiques en équipe nationale
Au 3 décembre 2024, Michele Lamaro compte 48 matchs avec l'équipe d'Italie, dont 43 en tant que titulaire et 2 essais . Il débute en équipe nationale à l'âge de 22 ans le 28 novembre 2020 contre la France.
Il participe à deux tournois des Six Nations en 2021,2022,2023 et  2024.

## Palmarès
- Membre de l'équipe-type du Tournoi des Six Nations en 2024.